# Durant (Mississipi)
Durant és una població dels Estats Units a l'estat de Mississipi. Segons el cens del 2000 tenia 2.932 habitants.

## Demografia
Segons el cens del 2000, Durant tenia 2.932 habitants, 1.075 habitatges, i 744 famílies. La densitat de població era de 507,6 habitants per km².
Dels 1.075 habitatges en un 35,3% hi vivien nens de menys de 18 anys, en un 35,9% hi vivien parelles casades, en un 30,1% dones solteres, i en un 30,7% no eren unitats familiars. En el 28,7% dels habitatges hi vivien persones soles el 14,3% de les quals corresponia a persones de 65 anys o més que vivien soles. El nombre mitjà de persones vivint en cada habitatge era de 2,68 i el nombre mitjà de persones que vivien en cada família era de 3,32.
Per edats la població es repartia de la següent manera: un 30,9% tenia menys de 18 anys, un 10,2% entre 18 i 24, un 24,1% entre 25 i 44, un 18,9% de 45 a 60 i un 15,9% 65 anys o més.
L'edat mediana era de 32 anys. Per cada 100 dones de 18 o més anys hi havia 72,5 homes.
La renda mediana per habitatge era de 19.659 $ i la renda mediana per família de 25.065 $. Els homes tenien una renda mediana de 26.500 $ mentre que les dones 20.200 $. La renda per capita de la població era de 12.210 $. Entorn del 27,9% de les famílies i el 35,1% de la població estaven per davall del llindar de pobresa.

## Poblacions més properes
El següent diagrama mostra les poblacions més properes.